# André Chamson
André Jules Louis Chamson (Nîmes, 6 giugno 1900 – Parigi, 9 novembre 1983) è stato uno scrittore e archivista francese.

## Biografia
Nato in una famiglia protestante a Gard, studiò archivistica a paleografia all'École nationale des chartes fino al 1942. Durante la seconda guerra mondiale contribuì a nascondere diverse opere del Museo del Louvre (tra cui la Venere di Milo) dai nazisti e combatté nella resistenza. Successivamente lavorò come curatore al Petit Palais, direttore della rivista Bendredi (da lui fondata) e come archivista agli archivi nazionali dal 1959 al 1971.
Inoltre fu presidente del PEN International dal 1956 al 1959. Sempre nel 1956 fu eletto membro dell'Académie française, mentre nel 1958 fu nominato mainteneur del Consistori del Gay Saber. Fu autore di una quarantina di libri (molti dei quali ambientati nella natia Cevenne), tra cui: Roux le bandit (1925), Les Hommes de la route (1927), Le Crime des justes (1928; pubblicato come I delitti dei giusti in Italia), L'Auberge de l'Abîme (1933) e La Neige et la Fleur (1951). Per la sua attività letteraria fu candidato otto volte al Premio Nobel per la letteratura tra il 1957 e il 1973.

## Opere
- Attitudes, 1923
- Roux le Bandit, Roman, 1925
- L’Homme contre l’Histoire, 1927
- Les Hommes de la route, 1927
- Le Crime des Justes, 1928
- Tabusse. La fête et le char, 1928
- Clio, ou l’Histoire sans les Historiens, 1929
- Tyrol, 1930
- L’Aigoual, 1930
- Histoire de Magali, 1930
- Histoires de Tabusse, 1930
- Li Nivo éron si compagno. Compagnons de la Nuée, 1930
- La Révolution de dix-neuf, suivi de: Esquisse d’une théorie de l’immunité, 1930
- Affirmations sur Mistral, 1931
- Héritages, 1932
- L’Auberge de l’abîme, 1933
- L’Année des vaincus, 1934
- Les Quatre Éléments, 1935
- Retour d’Espagne, 1937
- La Galère, Essays, 1939
- Quatre mois, carnet d’un officier de liaison, 1940
- Écrit en 1940, 1944
- Le Puits des miracles, 1945
- Le Dernier Village, 1946
- Écrit en 1944, 1947
- Fragments d’un liber veritatis 1941–1942, 1947
- La Peinture française au Musée du Louvre, 1948
- Si la parole a quelque pouvoir, discours et articles de revues 1945–1947, 1948
- L’Homme qui marchait devant moi, 1948
- Le Garçon, la Fille et la Bête, 1951
- La Neige et la Fleur, Roman, 1951
- On ne voit pas les cœurs, quatre actes, 1952
- La fin de “Greenville”, 1953
- Le Chiffre de nos jours, 1954
- L’École de tout le monde, 1954
- Courbet, 1955, deutsch: Gustave Courbet. 1819–1877, 1956
- Le drame de Vincennes, 1955
- Adeline Venician, 1956
- Nos ancêtres, les Gaulois, 1958
- Bergwasser, 1961
- Devenir ce qu’on est, 1961
- Le rendez-vous des espérances, 1961
- Comme une pierre qui tombe, 1964
- La Petite Odyssée, 1965
- La Superbe, 1967
- Suite cévenole, 1968
- Suite pathétique, 1969
- La Tour de Constance, 1971
- Les Taillons ou la Terreur blanche, 1974
- La Reconquête. 1944–1945, 1975
- Sans peur, 1977
- Castanet, le camisard de l’Aigoual, 1979
- Catinat, gardian de Camargue, 1982
- Il faut vivre vieux, 1984